# لن دونس
لن دونس (انگلیسی: Len Duns; ۲۸ سپتامبر ۱۹۱۶ – ۲۹ آوریل ۱۹۸۹) بازیکن فوتبال اهل بریتانیا بود.
از باشگاه‌هایی که در آن بازی کرده‌است می‌توان به باشگاه فوتبال ساندرلند اشاره کرد.